# Sousedovice

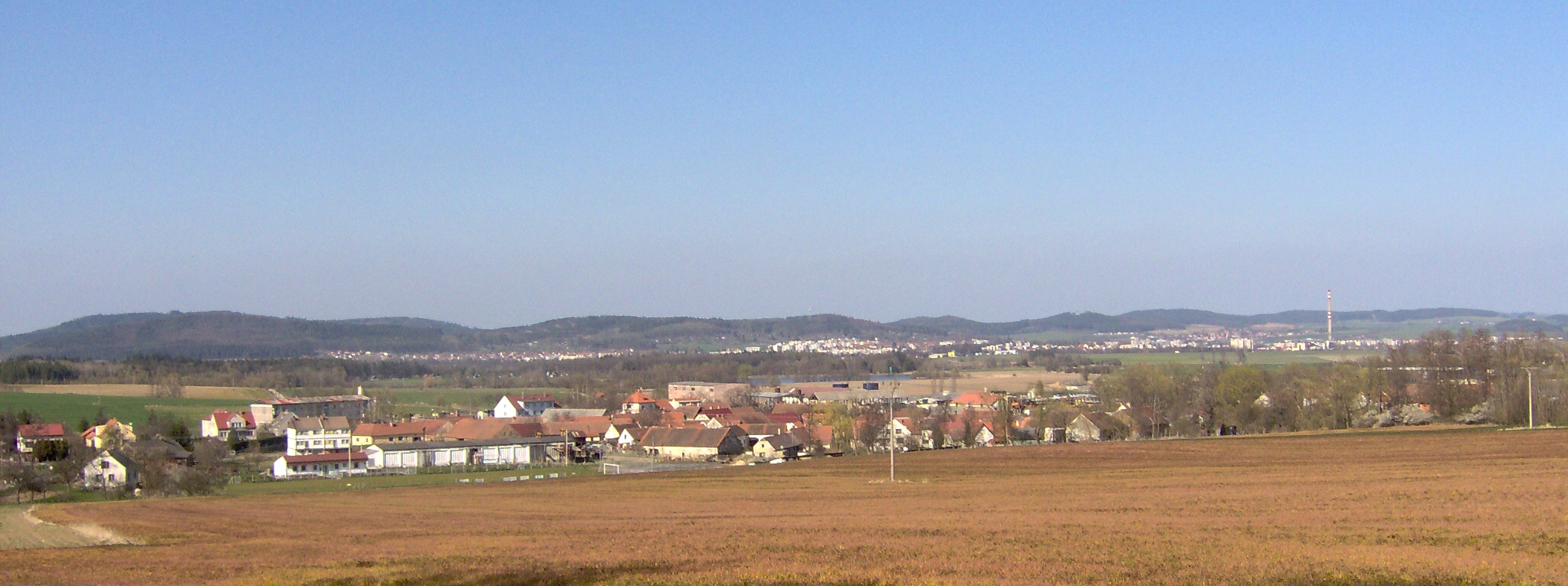
Ortsansicht von der Straße nach Libětice, im Hintergrund Strakonice

Sousedovice  (deutsch Sousedowitz) ist eine Gemeinde in Tschechien. Sie liegt vier Kilometer südwestlich von Strakonice in Südböhmen und gehört zum Okres Strakonice.

## Geographie

### Geographische Lage
Sousedovice befindet sich im linksseitig über dem Tal der Volyňka im Vorland des Böhmerwaldes. Das Dorf liegt am Zusammenfluss des Baches Libětický potok mit dem Smiradický potok. Nördlich erhebt sich der V Holí (435 m), im Südosten die Vlčíny (524 m), südlich die Hradiště (604 m) und Ostrá (595 m), im Südwesten der Kbíl (664 m) und westlich die Kamenná bába (557 m). Gegen Norden erstreckt sich am Rande des Waldes Hůl (Hol) ein Teichgebiet mit dem Velkoholský rybník und sechs weiteren Teichen.

### Gemeindegliederung
Die Gemeinde Sousedovice besteht aus den Ortsteilen Smiradice (Smiratitz) und Sousedovice (Sousedowitz) sowie der Einschicht V Holí.

### Nachbargemeinden
Nachbarorte sind V Holí, Pracejovice, Bažantnice, Virt und Nový Dražejov im Norden, Kalvárie, Strakonice, Stará Valcha und Mutěnice im Nordosten, Radošovice im Osten, Přední Zborovice und Strunkovice nad Volyňkou im Südosten, Slukův Mlýn und Libětice im Süden, Úlehle, Zahorčice und Švejcarova Lhota im Südwesten, Smiradice und Lhota u Svaté Anny im Westen, Makarov und Drachkov im Nordwesten.

## Geschichte
Auf dem Hügel Hradiště befand sich während der späten Hallstattzeit und der Latènezeit zwischen dem 5. Jahrhundert v. Chr. und dem 1. Jahrhundert eine keltische Burgstätte. Diese entstand wahrscheinlich zum Schutz der durch das Tal der Volyňka führenden Route der Bernsteinstraße und wird dem Herrschaftsbereich des Fürsten vom Věnec zugerechnet. Zwischen dem 8. und 10. Jahrhundert befand sich eine hölzerne slawische Burgstätte auf dem Hügel.
Die erste schriftliche Erwähnung von Soschedowitze erfolgte im Jahre 1243 als Bavor I. von Strakonitz das Dorf zusammen mit Lom, Ptákovice, Miloňovice, Radošovice, Libětice, Mutěnice und Krty sowie der Kirche des hl. Prokop und einem Haus in Strakonice dem Johanniterspital in Prag schenkte. Seine Frau Dobislawa überließ dem bei der Kirche des hl. Prokop in Strakonice eingerichteten förmlichen Konvent des Johanniterordens noch die Dörfer Makarov, Kozlov und Mnichov. 1251 wurde die Schenkung bestätigt.
Im Jahre 1840 bestand Sausedowitz aus 36 Häusern mit 205 Einwohnern. Im Dorf gab es seit 1836 eine Schule. Abseitig lag eine Wasenmeisterei. Pfarrort war Strakonitz. Bis zur Mitte des 19. Jahrhunderts blieb das Dorf immer nach Strakonitz untertänig.
Nach der Aufhebung der Patrimonialherrschaften bildete Sousedovice/Sausedowitz ab 1850 mit dem Ortsteil Smiratice/Smiratitz eine Gemeinde in der Bezirkshauptmannschaft und dem Gerichtsbezirk Strakonice. 1964 erfolgte die Eingemeindung von Libětice. Nach einem Referendum wurde Libětice am 24. November 1990 wieder eigenständig. 2007 begann der Bau des Sende- und Aussichtsturmes auf dem Kbíl, der im Jahr darauf eröffnet wurde.

## Kultur und Sehenswürdigkeiten
- Kapelle in Sousedovice
- Kapelle in Smiradice
- Hügel Hradiště mit Resten einer Burgstätte
- Berg Kbíl mit Aussichtsturm und dem als Naturdenkmal geschützten Fels Kbílský dolmen